# Fornix vaginae
Fornix vaginae (av latin fornix, "välvning") avser den grop som ligger mellan livmodertappen, som mynnar ett par centimeter ned i slidan, och livmodern. Kvinnans slida, som är en bakre och en främre muskelvägg vilande mot varandra, har också en främre fornix vaginae framför livmodertappen men den är något mindre djup. Det är i Fornix vaginae som mannens säd deponeras vid utlösning.